# 埃尔沃河 (切尔沃河支流)

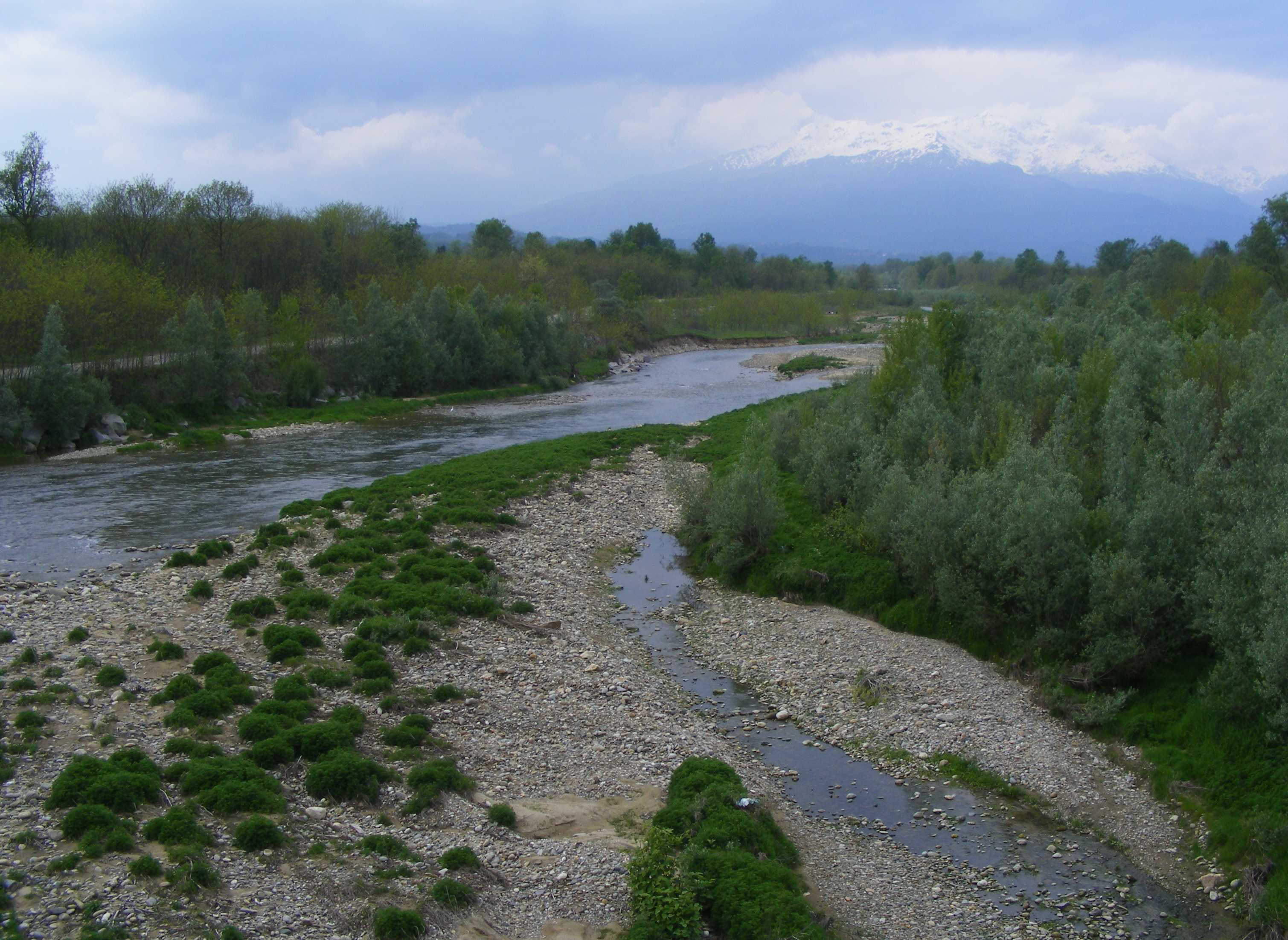

埃爾沃河（義大利語：Elvo）是意大利的河流，位於該國西北部皮埃蒙特大區，屬於切爾沃河的支流，河道全長53公里，流域面積300平方公里，河口處在昆托韋爾切萊塞。
45°23′15″N 8°21′42″E / 45.38750°N 8.36167°E